# Jahrestag der politischen Lüge
Der Tag der politischen Lüge, auch: Jahrestag der politischen Lüge, wurde im Jahr 2006 von Schriftstellern anlässlich des dritten Jahrestags des Einmarsches in den Irak am 20. März ausgerufen.

## Tag der politischen Lüge
In einer Erklärung der Peter-Weiss-Stiftung im Jahr 2006 wurden für diesen Tag öffentliche Lesungen angekündigt, mit denen „das Bewusstsein für Inhalt und Form der politischen Lüge geschärft“ werden solle. Unterzeichner des Aufrufs waren auch Ulla Hahn, Elke Heidenreich, Peter Schneider, Christoph Hein, Juan Goytisolo, Amitav Ghosh, Siri Hustvedt, Claudio Magris, Orhan Pamuk, Harold Pinter, Hanif Kureishi und Doris Lessing.

## Weltweite Lesung
- 2006 wurde der Jahrestag der Politischen Lüge erstmals mit einer weltweiten Lesung begangen. An 47 Veranstaltungsorten auf allen Kontinenten wurde der Essay Was ich hörte vom Irak des New Yorker Schriftstellers Eliot Weinberger vorgetragen und inszeniert.
- Die zweite weltweite Lesung am Jahrestag der Politischen Lüge fand 2007 zur Erinnerung an die im Jahr zuvor ermordete Journalistin und Putin-Kritikerin Anna Politkowskaja an über 70 Veranstaltungsorten statt.
- 2007 wurde eine weitere weltweite Lesung gehalten, die der Demokratie und Pressefreiheit in Simbabwe gewidmet wurde.
- 2008 wurde die weltweite Lesung dem chinesischen Dichter Lu Xun und den Gedichten von Mahmud Darwisch gewidmet. Mahmoud Darwish hatte sich für eine friedliche und gerechte Koexistenz zwischen Arabern und Israelis engagiert.
- 2009 fand die weltweite Lesung der Fatwa von Großajatollah Hossein Ali Montazeri statt. Ziel der Lesung war es, die Demokratie und Freiheit im Iran zu unterstützen.
- 2010 wurde die weltweite Lesung mit Gedichten und Prosa des chinesischen Autors Liao Yiwu abgehalten, in Erinnerung an das Massaker am Tian’anmen-Platz.
- März 2011 wurde die Lesung Liu Xiaobo, dem inhaftierten chinesischen Friedensnobelpreisträger 2010, gewidmet.

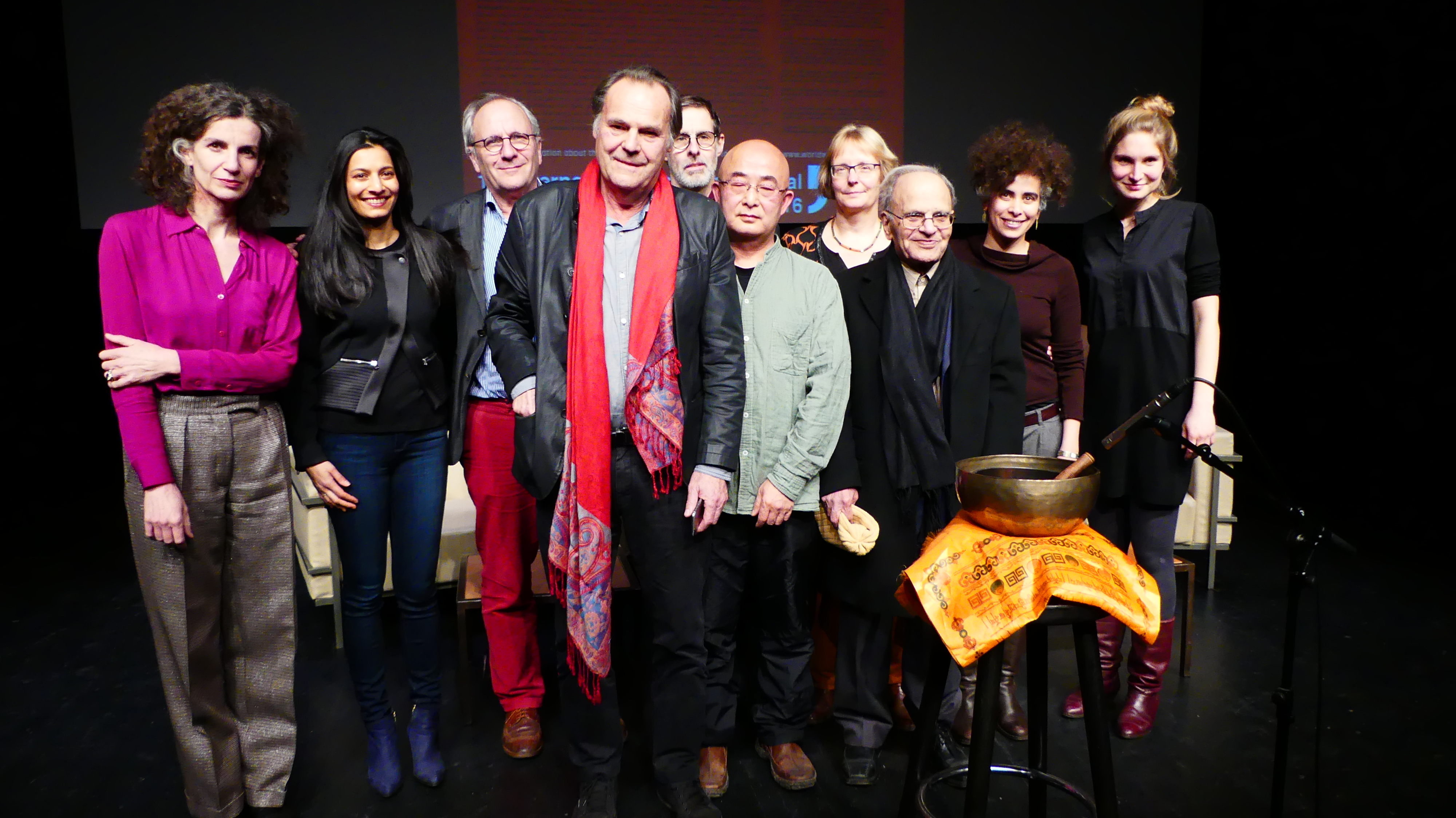
Weltweite Lesung für Ashraf Fayadh am 14. Januar 2016 im Hebbel am Ufer in Berlin. Auftretende und Organisatoren: Annemie Vanackere, Priya Basil, Ulrich Schreiber, Peter Schneider, Frank Arnold, Liao Yiwu, Ulrike Freitag, Fadhil al-Azzawi, Adania Shibli, Sophie Gruber

- Die weltweite Lesung im November 2011 wurde dem deutschen Autor Heinrich von Kleist gewidmet.
- März 2012 fand eine weitere weltweite Lesung zu Ehren des chinesischen Autors Liu Xiaobo statt.
- April 2012 rief das internationale literaturfestival berlin zu einer weltweiten Lesung gegen das Assad-Regime auf.
- Dezember 2012 erfolgte schließlich der Aufruf zur weltweiten Lesung für die Mitglieder der russischen Punkband Pussy Riot.
- Juni 2013 wurde die weltweite Lesung in Solidarität mit Li Bifeng veranstaltet.
- Oktober 2013 fand die weltweite Lesung in Solidarität mit Michail Chodorkowski, Platon Lebedew und allen politischen Gefangenen in Russland statt.
- 2014 wurde die weltweite Lesung für Edward Snowden organisiert. Texte zum Thema Überwachung wurden gelesen.
- 2015 wurde die weltweite Lesung dem hundertsten Jahrestag des Völkermordes an den Armeniern gewidmet. Literarische Texte armenischer Autoren wurden gelesen.
- 2016 wurde die weltweite Lesung Ashraf Fayadh, dem palästinensischen Poeten, der in Saudi-Arabien zum Tode verurteilt wurde, gewidmet.

Weitere weltweite Lesungen gehen vom internationalen literaturfestival berlin aus.